# Roman Fischer
Romanus Franciscus Fischer, detto Roman (Wels, 3 agosto 1915 – ...), è stato uno schermidore austriaco, vincitore di una medaglia di bronzo ai campionati mondiali di scherma.